# ثائر البواب
ثائر البواب (عربی: ثائر فايد بواب؛ زاده ۱ مارس ۱۹۸۵) یک بازیکن فوتبال اهل اردن است.
وی همچنین در تیم ملی فوتبال اردن بازی کرده است.